# Carlos Ruiz García
Carlos Ruiz García (Comillas, 1904-Cervera de Pisuerga, 28 en enero de 1982) fue un militar y político español que ocupó diversos cargos durante la dictadura franquista.

## Biografía
Nacido en Comillas en 1904, era militar de profesión. Estuvo destinado en África y llegó a participar en la represión del movimiento revolucionario de Asturias en 1934. Afiliado a Falange en abril de 1936, participó en la Guerra civil junto a las Fuerzas sublevadas; durante la contienda mandó las 1.ª y 3.ª Banderas de Falange de Navarra, y la 1.ª Bandera de Falange de Palencia, ganando además la Medalla Militar individual.
Jefe provincial de FET y de las JONS en Santander desde septiembre de 1939, en diciembre fue nombrado gobernador civil de la provincia, unificándose ambos puestos en uno solo. Durante su etapa como gobernador Ruiz García promovió el nombramiento de falangistas «camisas viejas» para diversos cargos, manteniendo un discurso falangista exaltado. Tuvo una destacada actuación a raíz del Incendio de Santander de 1941, utilizando todos los recursos a su disposición para hacer frente al desastre natural y la atención a los damnisficados del incendio; ello le dio una gran popularidad entre la población.
En mayo de 1941 fue nombrado gobernador civil de la provincia de Madrid, cargo que mantendría hasta 1954. Juan Pedro Puebla Potenciano, secretario provincial de la Falange madrileña, habría sido su hombre de confianza. Durante este periodo también ejerció otros cargos, como consejero del Instituto Nacional de Previsión (1941-1945), delegado nacional de Información e Investigación (1948), procurador en las Cortes franquistas y miembro del Consejo Nacional de FET y de las JONS. Durante algún tiempo fungió como lugarteniente de la Guardia de Franco, en sustitución de Luis González Vicén.
Continuó con su carrera militar. Ascendido al rango de general de brigada en 1962, en ese mismo año fue nombrado jefe de la División «Inmortal Gerona» n.º 41. Posteriormente asumió el mando de la División Mecanizada «Guzmán el Bueno» n.º 2 y de la División de Montaña «Navarra» n.º 6. Ascendido al rango de teniente general en 1968, fue nombrado capitán general de la V Región Militar, con sede en Zaragoza. Pasó a la reserva en 1974.
Falleció el 28 de enero de 1982 en la localidad palentina de Cervera de Pisuerga.

## Matrimonio e hijos
Estuvo casado con Eladia Isasi Sagasta, con quien tuvo cinco hijos:
- Yayuca Ruiz de Isasi. Casada con Juan Maria Rementeria Guraya.
- Carlos Ruiz de Isasi. Casado con Maria del Valle Boceta.
- Pedro Manuel Ruiz de Isasi.
- José Francisco Ruiz de Isasi.
- María Antonia Ruiz de Isasi (f. 2015). Casada con Carlos Fontaneda y Pérez (Aguilar de Campoo, 6 de julio de 1943).[18]